# هاویک، کبک
هاویک (به فرانسوی: Howick) شهری در منطقه شهری لو او-سن-لوران ناحیه مونترژی در استان کبک کانادا است. در سرشماری سال ۲۰۱۱ این شهر ۵۸۹ نفر جمعیت داشته‌است و مساحت آن ۰٫۸۹ کیلومتر مربع است.